# Спрогис, Иван Яковлевич
Ива́н Я́ковлевич Спро́гис (Янис Спрогис, латыш. Jānis Sproģis; 20 июня 1835, мыза Штокмансгоф, Лифляндская губерния, Российская империя — 1916 или 1918, Киев) — российский историк, археограф, этнограф и библиограф латышского происхождения. С 1879 года возглавлял Виленского центрального архива древних актов, участвовал в деятельности Виленской археографической комиссии.

## Биография
Родился 20 июня 1835 года на мызе Штокмансгоф в семье бедного латышского крестьянина. Ещё в детстве Яниса его семья приняла православие. Янис, принявший православное имя Иван, окончил церковно-приходскую школу, а после Рижское духовное училище и Рижскую духовную семинарию. В 1859 году он был принят Петербургскую духовную академию, где обучался за казённый счёт. В октябре 1861 года Иван Спрогис был отчислен из академии по обвинению в организации студенческих волнений, хотя сам он свою вину отрицал. Вернувшись в Ригу, Спрогис попытался устроиться священником, но места не получил.
Сотрудник Петербургской публичной библиотеки В. В. Стасов по просьбе своей сестры, узнавшей о случившемся в академии, вызвал Спрогиса в Петербург и поселил в своей квартире. По рекомендации Стасова в январе 1862 года Иван Яковлевич был принят на работу в качестве дежурного в читальном зале. По ходатайству директора Публичной Библиотеки И. Д. Делянова Спрогиса исключили из духовного сословия, после чего 15 января 1863 года он был назначен помощником заведующего читальным залом и представлен к присвоению первого классного чина. Помимо выполнения обязанностей по читальному залу Иван Яковлевич привлекался и к другим работам.
21 декабря 1864 года по просьбе попечителя Виленского учебного округа И. П. Корнилова Спрогис был уволен с работы и в январе 1865 года отправлен в управление округа «сверхштатным учителем». Увольнение и последующий перевод были связаны с тем, что в Вильне по примеру Петербурга планировалось организовать Публичную Библиотеку и нужны были сотрудники, способные создать необходимый книжный фонд. В середине 1865 года Иван Яковлевич занял должность заведующего новой библиотеки. В процессе работы над её организацией Спрогис использовал опыт, полученный при работе в Петербурге, что отразилось в подготовленных им записках «Об улучшении устройства Виленской Публичной библиотеки» и «Об устройстве дежурства при читальном зале Виленской Публичной библиотеки».
3 августа 1865 года Иван Яковлевич Спрогис был назначен помощником архивариуса Виленского центрального архива древних актовых книг, а спустя 14 лет, в 1879 году, занял должность архивариуса, то есть директора, этого архива, коим состоял до конца жизни. В январе 1870 года Спрогис стал членом Виленской комиссии для разбора и издания древних актов (археографической комиссии).
Скончался в Киеве в 1916 году (по другим данным, в 1918 году).

## Научная деятельность
Активную научную деятельность Иван Яковлевич начал с момента переезда в Вильну. Он принимал непосредственное участие в публикации «Актов, издаваемых Виленской археографической комиссией», написал предисловие к 10 тому этого издания (где, в частности, изложил своё видение роли копного суда), а в 1905 году вышел его подробный указатель к первым 13-и томам «Актов», в котором он предпринял попытку объяснить названия мест и лиц литовского происхождения из латышского языка.
Ещё в 1868 году в переводе на русский язык издал «Памятники латышского народного творчества», где впервые ознакомил русскоязычного читателя с латышскими песнями. Опубликованные песни Спрогис сгруппировал по 4 отделам: вода, воздух, суша; предметы растительности; предметы из царства животных; человек. В 1866 году Иван Яковлевич издавал «Латышско-русский месяцеслов». Другой крупной работой исследователя был научно-литературный труд «Географический словарь древнежомоитской земли по актовым книгам XVI и XVII вв. российского земского суда», издаваемый с 1888 года.
Подготовил ряд томов «Актов Виленской комиссии». Написал предисловия к следующим томам: 6 (1872), 8 (1875), 12 (1883), 14 (1887), 18 (1891), 24 (1897), 28 (1901), 29 (1902), 32 (1907), 26 (1912).
Кроме того, Иван Яковлевич был автором десятков статей и библиографических заметок, опубликованных в различных периодических изданиях, таких как «Известия Академии наук», «Живая старина», «Чтения в Историческом обществе Нестора Летописца», «Записки Северо-Западного отделения Русского географического общества», «Виленский вестник», «Западный вестник», «Витебские губернские ведомости», «Литовские епархиальные ведомости» и других.
Иван Яковлевич отмечал различия в работе архива и археографической комиссии, утверждая, что «задача архивов описание, а не издание; последнее есть дело археографических комиссий», он также заявлял, что «архивариусы заняты преимущественно хранением, описанием и выдачей справок и выписок из дел, представляющих сугубо практический, а не научный интерес (купчие крепости, дарственные записи, документы, подтверждающие дворянство), а сотрудники Виленской археографической комиссии ведут научную работу».
В 1893 году принимал участие в работе 9-го археологического съезда в Вильне.
В своей деятельности Спрогис исходил из «исконной принадлежности Латвии и Литвы российскому государству», а сам о себе писал: «По плоти латыш, но в духе своем превратившийся в полного и постоянного русского человека», считал себя «истинным сыном православной церкви». Высказывал неохоту печататься в латвийских периодических изданиях, а также заниматься исследованиями по латвийской тематике, хотя и внёс в её разработку немалый вклад. Согласно Эдуарду Вольтеру, увлекаясь идеей транскрипции литовских и латышских текстов русскими буквами, Спрогис противодействовал возникновению местной народной письменности для литовцев.